# Goodbye Yellow Brick Road
Goodbye Yellow Brick Road je sedmé studiové album anglického hudebníka Eltona Johna. Vydáno bylo v říjnu 1973 společnostmi MCA Records a DJM Records. Nahráno bylo na zámku Château d'Hérouville ve francouzském Hérouville. Producentem alba byl Gus Dudgeon, který s Johnem spolupracoval již v minulosti. Časopis Rolling Stone desku zařadil na 91. příčku žebříčku 500 nejlepších alb všech dob. Jde o dvojalbum.

## Seznam skladeb
Autory všech skladeb jsou Elton John a Bernie Taupin, kromě „Funeral for a Friend“ (sám John).
1. „Funeral for a Friend/Love Lies Bleeding“ – 11:09
2. „Candle in the Wind“ – 3:50
3. „Bennie and the Jets“ – 5:23
4. „Goodbye Yellow Brick Road“ – 3:13
5. „This Song Has No Title“ – 2:23
6. „Grey Seal“ – 4:00
7. „Jamaica Jerk-Off“ – 3:39
8. „I've Seen That Movie Too“ – 5:59
9. „Sweet Painted Lady“ – 3:54
10. „The Ballad of Danny Bailey (1909–34)“ – 4:23
11. „Dirty Little Girl“ – 5:00
12. „All the Girls Love Alice“ – 5:09
13. „Your Sister Can't Twist (But She Can Rock 'n Roll)“ – 2:42
14. „Saturday Night's Alright for Fighting“ – 4:57
15. „Roy Rogers“ – 4:07
16. „Social Disease“ – 3:42
17. „Harmony“ – 2:46

## Obsazení
- Elton John – zpěv, klavír, elektrické piano, varhany, mellotron
- Dee Murray – baskytara, doprovodné vokály
- Davey Johnstone – kytara, banjo, doprovodné vokály
- Nigel Olsson – bicí, konga, tamburína, doprovodné vokály
- Ray Cooper – tamburína
- Del Newman – aranžmá
- Leroy Gómez – saxofon
- David Hentschel – syntezátor, doprovodné vokály
- Kiki Dee – doprovodné vokály